# Гонтарь, Дмитрий Иванович
Дмитрий Иванович Гонтарь (1911—1992) — советский комбайнёр-новатор, дважды Герой Социалистического Труда (1951, 1954).

## Биография
Родился 28 января (15 января по старому стилю) 1911 года в станице Уманской в семье казака, в которой было еще пятеро детей.
После образования машинно-тракторных станций был направлен на курсы трактористов, которые окончил в 1930 году. В 1930—1932 — тракторист в МТС Павловского района Северо-Кавказского края.
В 1933—1936 годах служил в рядах Красной Армии.
Участник Великой Отечественной войны 1941—1945 годов. Член КПСС с 1944 года.
В 1936—1941 и 1946—1959 годах — комбайнёр Восточной МТС Ленинградского района Краснодарского края.
В 1950 г. за 25 дней намолотил 810 тонн зерна.
В 1959—1962 годах — механик колхоза им. Кирова Ленинградского района Краснодарского края.
С 1963 г. на пенсии
Делегат XIX и XX съездов КПСС. Депутат Верховного Совета РСФСР 4-го созыва.
Умер в 1992 году. Похоронен на Старом Центральном кладбище в станице Ленинградской.

## Награды
- Дважды Герой Социалистического Труда:
  - 30.04.1951 и 15.05.1954 — за высокие показатели на уборке и обмолоте зерновых культур ( в 1950 г. за 25 рабочих дней намолотил 810 т. зерна).
- Награждён 4 орденами Ленина, орденом Отечественной войны 2-й степени, орденами Трудового Красного Знамени и Красной Звезды, медалями СССР, а также Малой и Большой золотыми медалями ВСХВ.

## Память
- Автор брошюры «На степном корабле» (1953).
- В станице Ленинградской установлен бронзовый бюст Героя.[1][2]